# Maglia Bach
La maglia Bach è una delle 15 maglie definite dal reticolato cartografico adottato dall'Unione Astronomica Internazionale per Mercurio. Comprende la porzione circumpolare della superficie di Mercurio posta oltre il 65º parallelo di latitudine sud ed è identificata con il codice H-15.
Il cratere Bach è la struttura geologica presente al suo interno scelta come eponimo per la maglia stessa. Questa denominazione è stata adottata nel 1976 dopo che la missione Mariner 10 rese disponibili le prime immagini della superficie di Mercurio. Prima di allora si chiamava maglia Australia dal nome dell'omonima caratteristica di albedo che era stata storicamente definita per la regione antartica di Mercurio.
Durante i tre sorvoli ravvicinati di Mercurio circa metà della regione era oltre il terminatore per cui si disponeva solo di una cartografia parziale. Dopo la missione MESSENGER si poté completare la mappa e migliorare il dettaglio della parte già nota.
Le formazioni principali della regione comprendono le rupēs Adventure e Resolution e, in ordine di longitudine da ovest verso est, i crateri Boccaccio, Cervantes, Bernini, van Gogh, Ictinus e Leopardi.

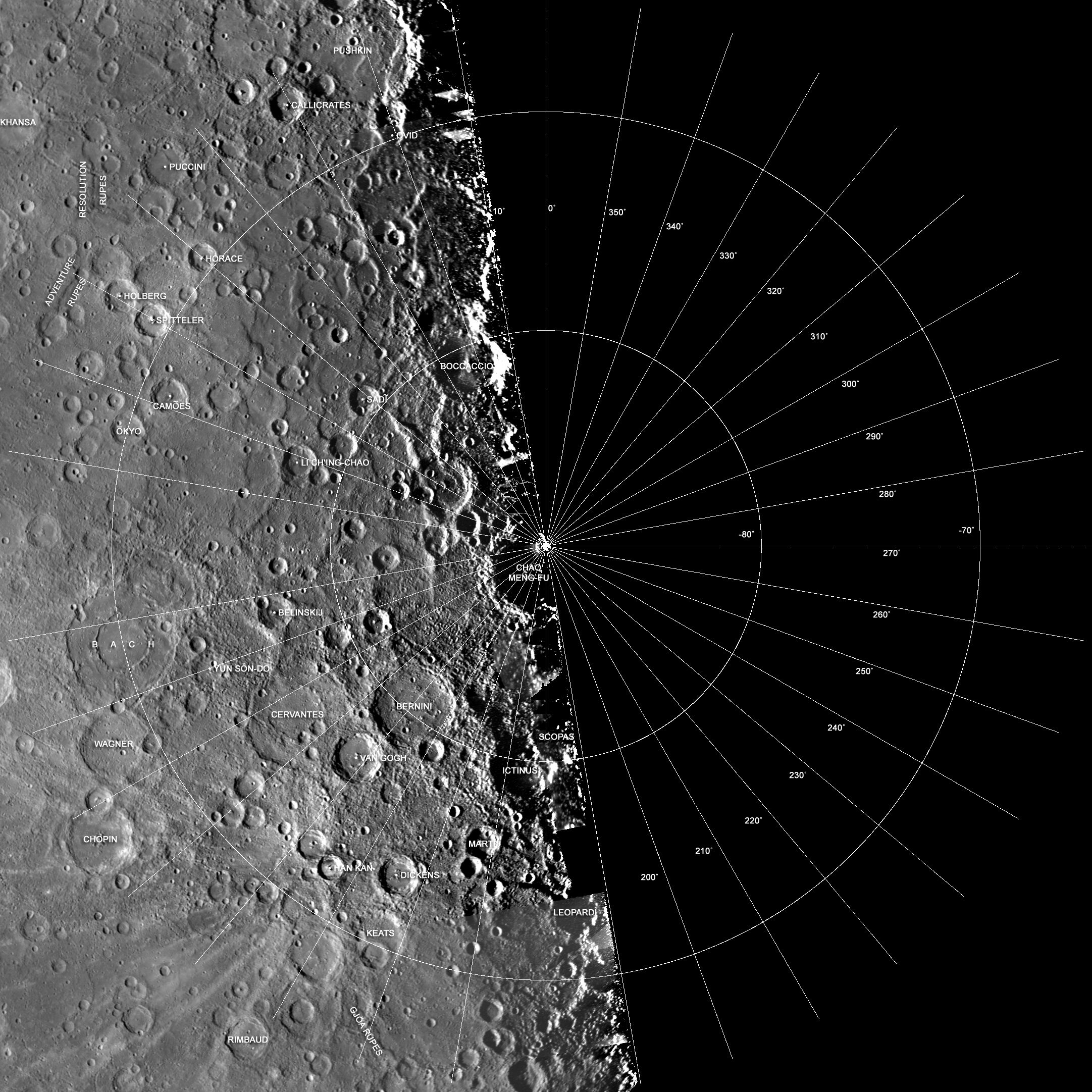
La maglia Bach, in un collage di immagini riprese dalle fotocamere del Mariner 10.